# Papa Urbano II
Urbano II, nato Eudes detto Ottone de Lagery o de Châtillon o dei conti di Châtillon (Châtillon-sur-Marne, 1040 circa – Roma, 29 luglio 1099), è stato il 159º papa della Chiesa cattolica dal 1088 alla sua morte.
Nel 1095 convocò la prima crociata.

## Biografia

### Monaco benedettino
Nato intorno al 1040 dalla nobile famiglia francese de Châtillon, a Lagery (nei pressi di Châtillon-sur-Marne), venne educato nelle scuole ecclesiastiche. Si fece monaco benedettino. Studiò a Reims, dove successivamente divenne arcidiacono, sotto la guida del tedesco Bruno di Colonia, suo maestro ed amico.
Sotto l'influenza di Bruno, nel 1067 lasciò l'incarico ed entrò nell'Abbazia di Cluny dove divenne priore (carica seconda soltanto a quella dell'abate). Nel 1077 fu tra gli accompagnatori dell'abate di Cluny a Canossa presso papa Gregorio VII. Fu trattenuto dal pontefice, che infatti lo creò cardinale vescovo di Ostia e Velletri, succedendo a Pier Damiani (1078). Nel 1085 fu nominato legato pontificio per la Germania per mediare nella controversia tra la Santa Sede e l'imperatore Enrico IV. In Germania Ottone si adoperò efficacemente a sostegno delle riforme gregoriane.

### Il pontificato

#### L'elezione al Soglio

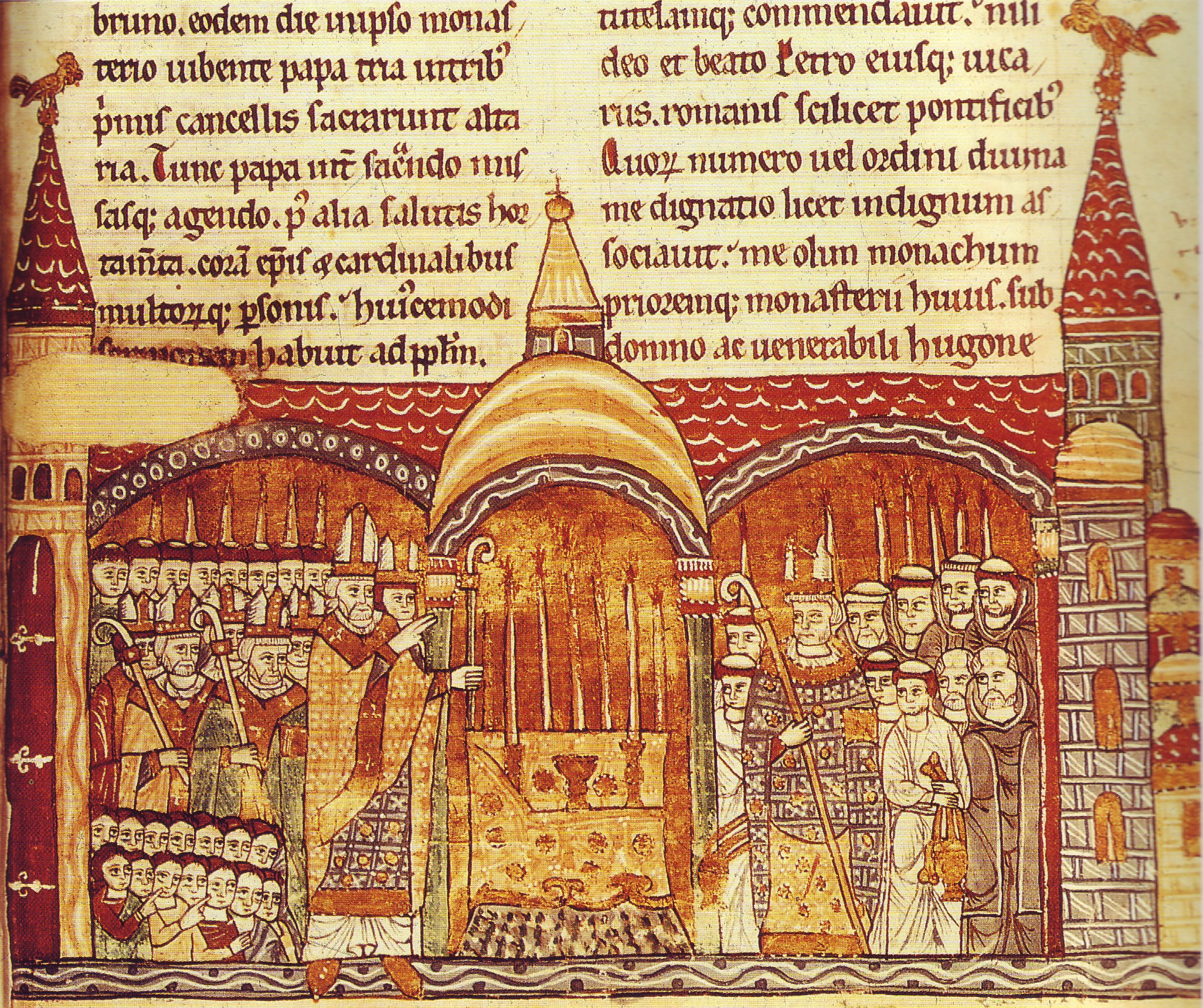
Papa Urbano II consacra l'altare del monastero di Cluny in cui fu priore prima di diventare papa.

Ottone fu tra i pochi che Gregorio indicò come suoi possibili successori al Soglio di Pietro. Alla morte di Gregorio VII venne eletto però Desiderio, abate di Montecassino, che prese il nome di Vittore III. Il suo pontificato durò poco e fu molto difficile, in quanto il suo potere era usurpato a Roma dall'antipapa Clemente III, sostenuto dall'imperatore. Dopo sedici mesi, il 16 settembre 1087 Vittore III morì.
Il 12 marzo 1088 un conclave di ridotte dimensioni, con circa 40 tra cardinali ed altri prelati, tenutosi a Terracina, elesse papa Ottone, che assunse il nome di Urbano II. Il nuovo papa dovette rimanere a Terracina fino all'anno dopo, quando riuscì ad entrare a Roma insediandosi presso la fortezza dei Pierleoni sull'Isola Tiberina. Clemente III occupava ancora i centri nevralgici della Chiesa romana. In aprile Urbano II convocò un concilio. Il 30 giugno riuscì a guadagnare posizioni: quel giorno fece allontanare dall'Urbe il governatore, nominato dall'imperatore.
Finalmente, il 3 luglio 1089 entrò in San Pietro, mentre l'antipapa Clemente III fuggì a Tivoli.

#### Governo della Chiesa
Urbano II proseguì ed attuò la riforma di papa Gregorio VII con grande determinazione, mostrando anche grande flessibilità e finezza diplomatica. Fu per questo sempre in movimento e in una serie di sinodi ben presieduti, che si svolsero a Roma, Amalfi, Benevento e Troia, vennero appoggiate le sue rinnovate dichiarazioni contro la simonia e l'investitura laica e a favore del celibato ecclesiastico e della reiterata opposizione all'imperatore Enrico IV. Nel 1089 effettuò il primo dei suoi viaggi papali nell'Italia meridionale. In settembre riunì a Melfi un Concilio (Concilio di Melfi III, 10-17 settembre), cui parteciparono 70 vescovi, emanando sedici importanti canoni per condannare la simonia, proibire le investiture laiche, ordinare il celibato ai chierici e riformare la disciplina monastica. Dopo Melfi passò per Matera giungendo a Bari per consacrare la basilica di San Nicola e riporvi le reliquie portate dall'Oriente. 
Nel 1090 tornò in Italia meridionale. Il viaggio iniziò in primavera e terminò oltre un anno e mezzo dopo, alla fine del 1091. Il papa visitò Sessa, Salerno, Capua, Benevento, Mileto. Ripassò dalle stesse città nel viaggio di ritorno. Mentre Urbano II era lontano da Roma, l'antipapa Clemente III riprese possesso della città, contando sul fatto che a Roma era rimasta una forte fazione che lo sosteneva. Esule involontario, il papa partì per un terzo viaggio che si svolse tra la primavera del 1092 e il tardo autunno del 1093. Giunto nel Napoletano, volle far visita all'abate Pietro I Pappacarbone (oggi santo), che aveva conosciuto all'Abbazia di Cluny. Visitò l'Abbazia della Santissima Trinità de La Cava e ne consacrò la basilica.

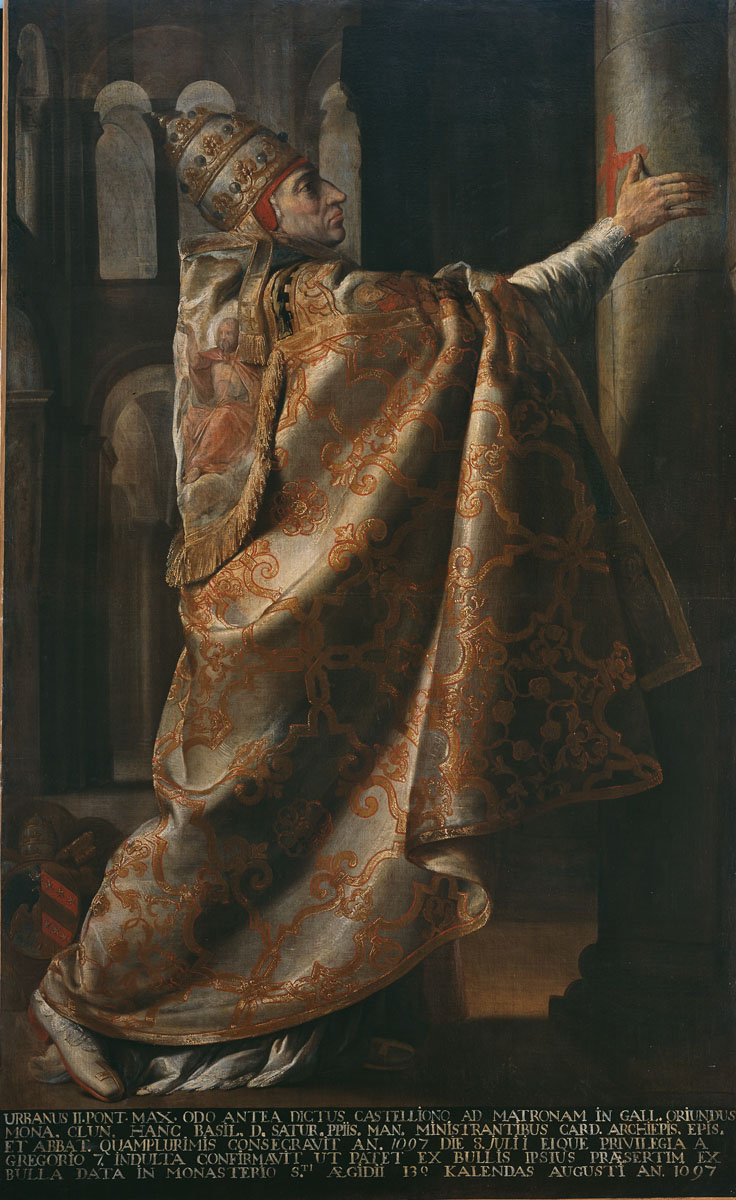
Antoine Rivalz, Papa Urbano II consacra la Basilica di Saint-Sernin a Tolosa, Musée des Augustins

Nel novembre del 1093 Urbano II tornò a Roma, ospite dei Frangipane e nel 1094 ristabilì la sovranità papale sulla città impossessandosi del Palazzo del Laterano. L'antipapa Clemente III lasciò definitivamente l'Urbe.
L'autorità papale durante la lotta per le investiture con il Sacro Romano Impero venne ribadita durante il lungo viaggio che, dal marzo 1095 alla fine di novembre dello stesso anno, vide Urbano II impegnato dapprima in nord Italia e poi in Francia. Più nel dettaglio, dopo aver partecipato al concilio di Piacenza, si diresse dapprima a Cremona per riconoscere Corrado di Lorena come legittimo erede di Enrico IV; di qui, passò per Milano (che già faceva parte di una sorta di Lega Lombarda in funzione anti-imperiale), consacrò alcune chiese nei dintorni di Como (la basilica di Sant'Abbondio, la chiesa di Santa Maria in Nullate a Vergosa e, secondo la tradizione, anche la parrocchiale dei Santi Pietro e Paolo a Nesso); passando nuovamente per Milano, si diresse verso Asti, Genova e Savona, dove s'imbarcò alla volta della Camargue; toccata nuovamente terra, si diresse verso nord alla volta di Avignone, Valence, Lione e, dopo una deviazione per Cluny passando per Mâcon, la destinazione finale: Clermont-Ferrand, ove si tenne l'omonimo concilio.

#### Relazioni con i monarchi cristiani
In accordo con quest'ultima politica, venne promosso il matrimonio della contessa Matilde di Toscana con Guelfo di Baviera; il principe Corrado di Lorena venne aiutato nella sua ribellione contro il padre e incoronato Re dei Romani a Milano nel 1093, e l'imperatrice (Adelaide o Prassede) venne incoraggiata nelle sue accuse contro il marito. In una lotta protratta contro Filippo I di Francia, da lui scomunicato, Urbano II riuscì infine vittorioso.

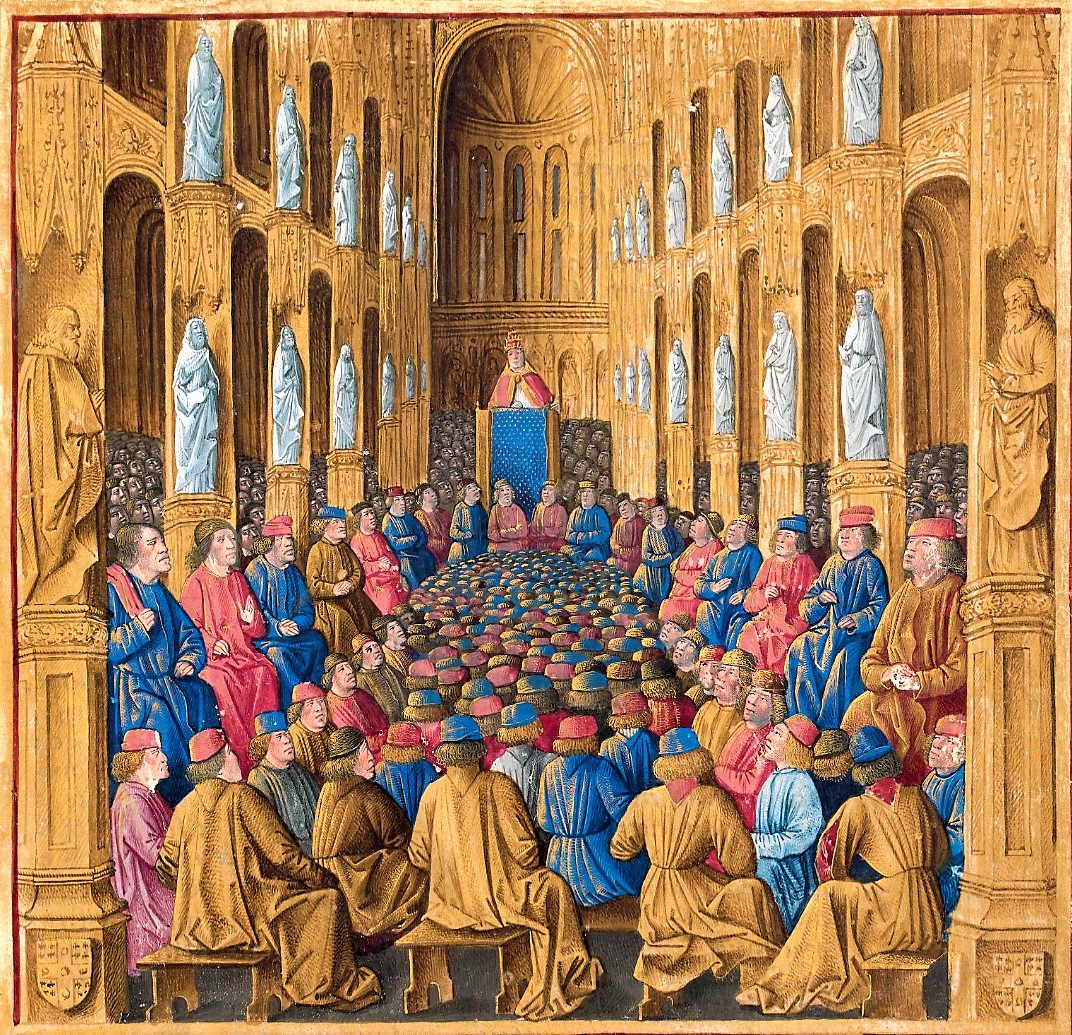
L'appello di Urbano II al Concilio di Clermont

#### Relazioni con i cristiani d'oriente: l'appello di Clermont
Nel 1095 tenne a Clermont un concilio: qui Urbano II invocò il soccorso armato dell'Occidente in favore di Costantinopoli contro l'invasione selgiuchide, dopo avere ricevuto richiesta in tal senso dall'imperatore Alessio I Comneno; lo persuase ad accettare di unire la chiesa Ortodossa a quella Latina e ad accettare la supremazia della seconda. La risposta all'appello del papa si diffuse in Europa e trovò grande seguito. Ebbe così inizio una spedizione militare in oriente di circa 10.000 uomini che viene oggi chiamata prima crociata; questa fu sostenuta e capeggiata dal sovrano franco Goffredo di Buglione, accompagnato dal fratello Baldovino.

#### La ricristianizzazione della Sicilia

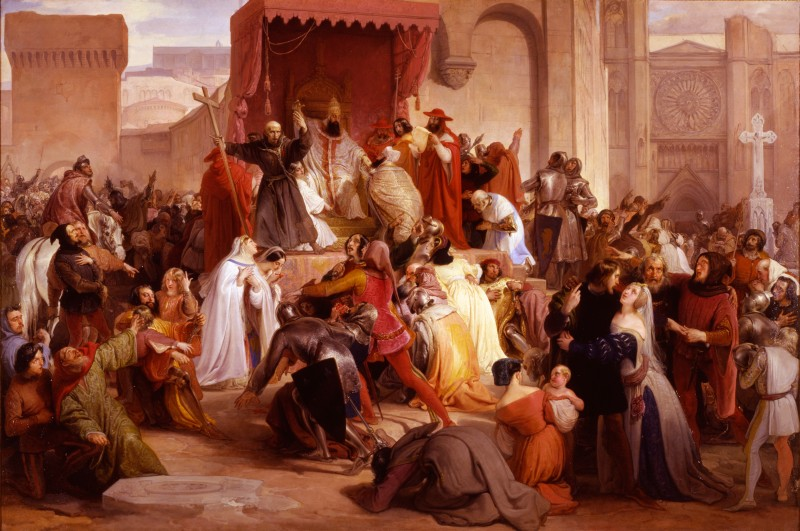
Papa Urbano II sulla piazza di Clermont predica la prima crociata (dipinto di Francesco Hayez)

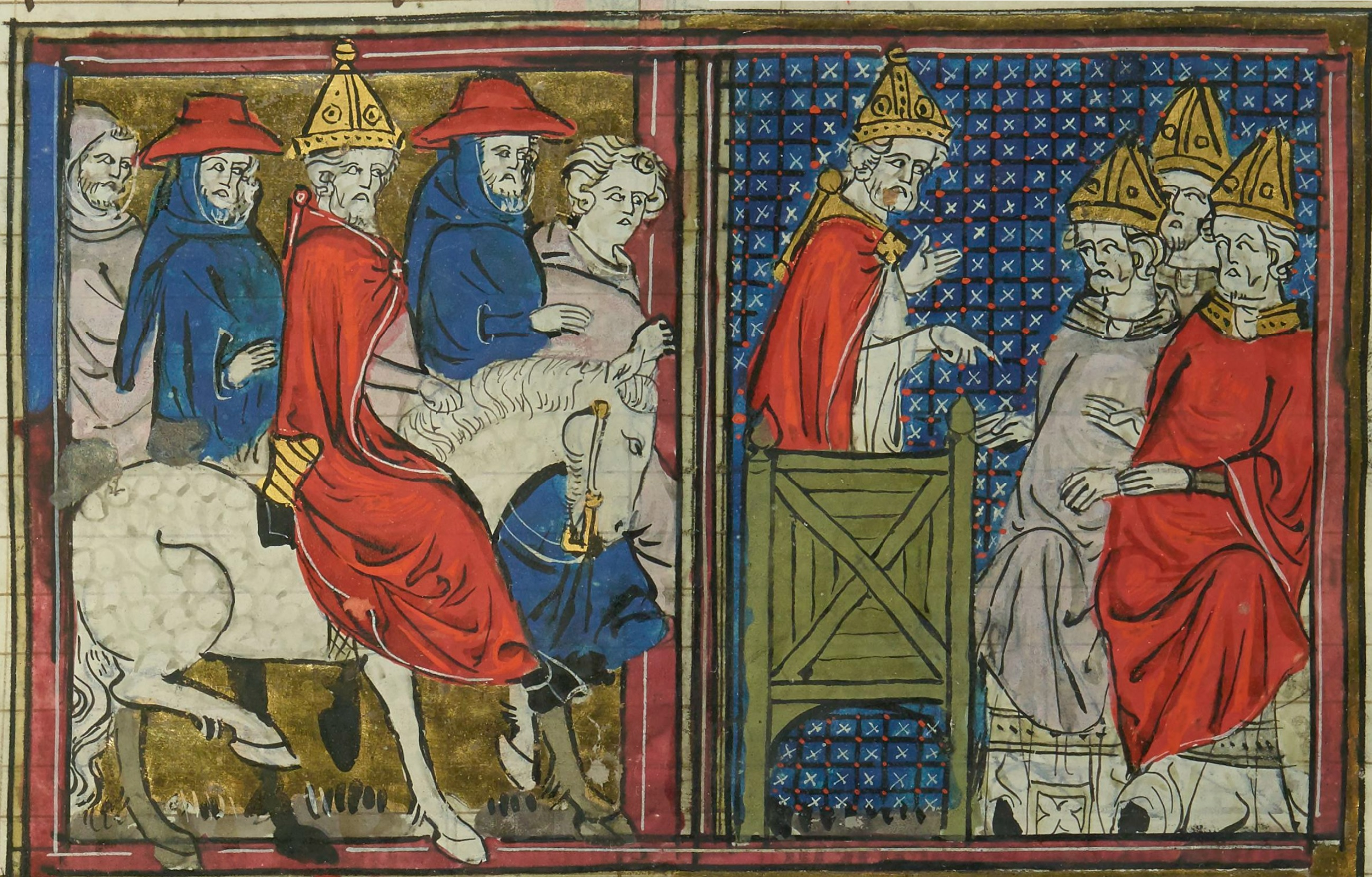
Papa Urbano II, miniatura dal Roman de Godfroi de Bouillon (XIV secolo)

Il suo alleato nella Contea di Sicilia era il Gran Conte normanno Ruggero I. Nel 1097 Urbano conferì a Ruggero prerogative straordinarie, alcuni degli stessi diritti che venivano negati ai sovrani temporali in altre parti d'Europa. Ruggero era libero di nominare vescovi ("investitura laica"), libero di raccogliere le rendite della Chiesa e di inoltrarle al papato (una posizione sempre lucrativa), libero di avere voce nel giudizio di questioni ecclesiastiche. Nella ricristianizzazione della Sicilia si dovettero fondare nuove diocesi, nonché fissare i loro confini, e nominare una nuova gerarchia ecclesiastica dopo secoli di dominazione musulmana. Ruggero I favorì la politica di ripopolamento dell'isola, con genti di origine franco-provenzale, bretone, normanna e con numerosi coloni provenienti dalle regioni settentrionali della penisola, come testimoniano i numerosi dialetti di origine galloitalica presenti nelle zone interne della Sicilia. Questo processo migratorio proseguì per tutto il periodo medievale. Di rilievo, con il matrimonio con l'aleramica Adelasia del Vasto, un copioso afflusso di genti provenienti dall'Italia settentrionale.

### Concistori per la creazione di nuovi cardinali
Papa Urbano II durante il suo pontificato ha creato 71 cardinali nel corso di 10 distinti concistori.

## Beatificazione
Papa Urbano II venne beatificato da papa Leone XIII il 14 luglio 1881, esaudendo la richiesta dell'arcivescovo di Reims, Benoît-Marie Langénieux. 
La sua memoria liturgica è stata fissata per il 29 luglio.
Recita così il martirologio romano:
«29 luglio - A Roma presso san Pietro, beato Urbano II, papa, che difese la libertà della Chiesa dall'assalto di poteri secolari, combatté la simonia e la corruzione del clero e nel Concilio di Clermont-Ferrand esortò i soldati cristiani a liberare, segnati con la croce, i fratelli oppressi dagli infedeli e il Sepolcro del Signore.»

## Successione apostolica
La successione apostolica è:
- Papa Vittore III, O.S.B. (1087)
- Arcivescovo Bernardo de Sédirac (de Cluny), O.S.B. (1088)
- Arcivescovo Elia (abate), O.S.B. (1089)
- Vescovo Ivo di Chartres (1090)
- Vescovo Lamberto di Arras (1094)
- Vescovo Otón di Urgell (1095)
- Vescovo García Aznárez (1095)
- Vescovo Humbaud di Auxerre (1095)
- Vescovo Poncio di Roda (1097)
- Vescovo Jerónimo di Perigord, O.S.B. (1098)
- Arcivescovo Daimbert di Sens (1098)
- Vescovo Berenguer Bernat (1101)